# Salvator mundi

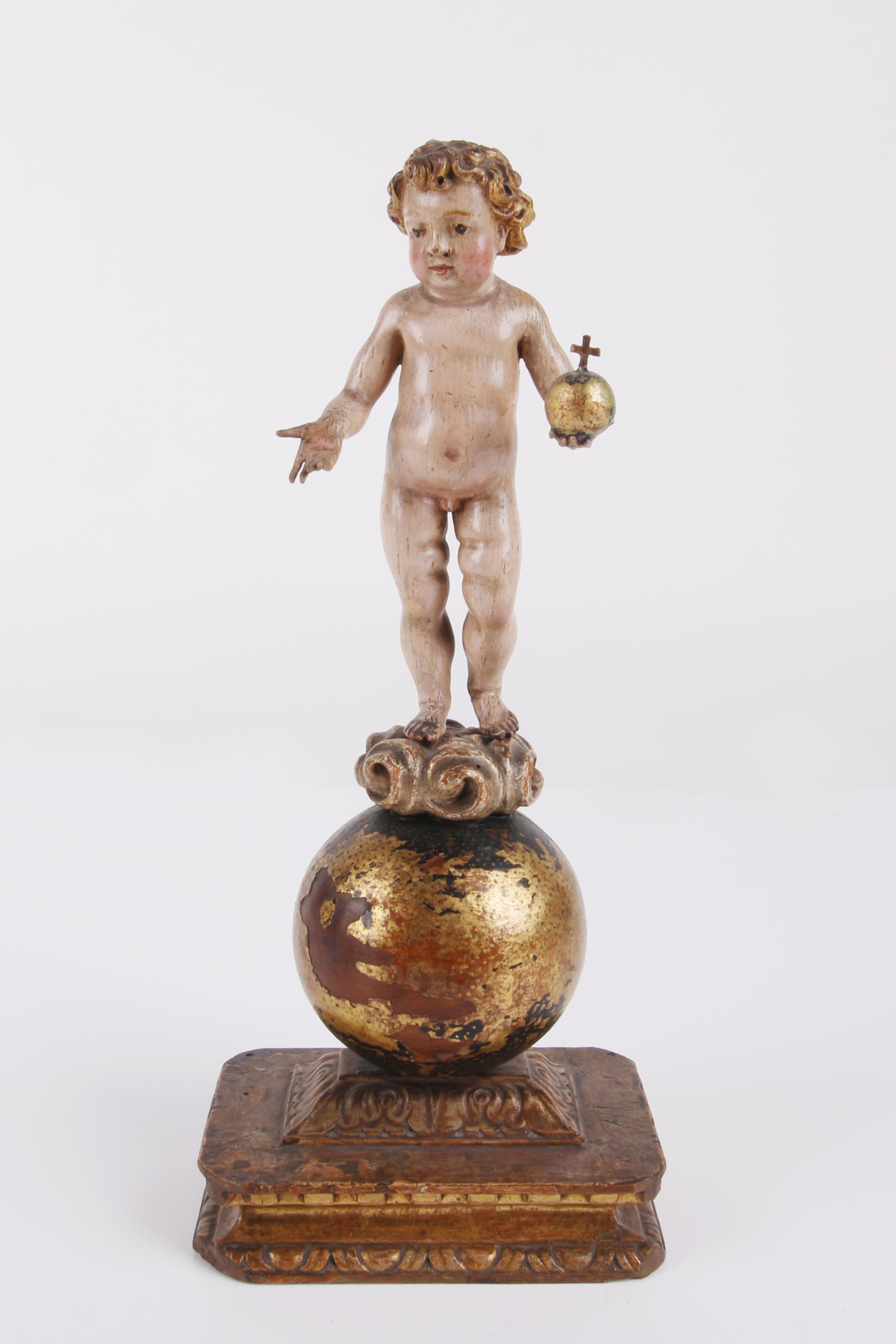
Gesù Bambino Salvator Mundi (XVII secolo), Portogallo

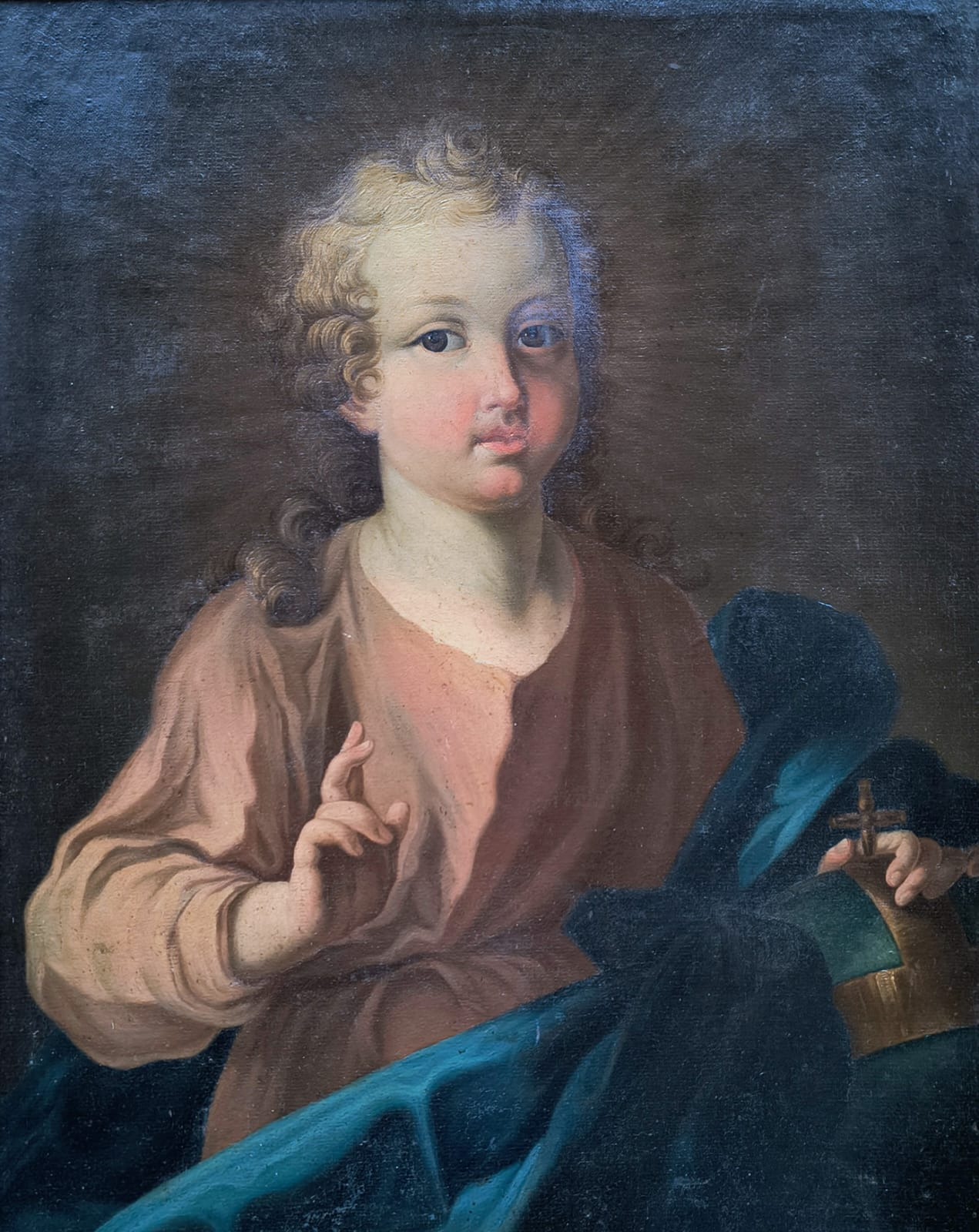
Giovane Salvator Mundi, XVIII secolo, Francia, olio su tela 60 x50

Il Salvator Mundi (dal latino: "Salvatore del mondo"), indicato anche come Santissimo Salvatore, Gesù Salvatore o Cristo Salvatore, è un'iconografia di Gesù che raffigura Cristo con la mano destra alzata in segno di benedizione e la mano sinistra che detiene il Globo, spesso sormontato dalla croce e noto come globus cruciger (dal latino: "globo portatore della croce", globo crucigero). Quest'ultimo simboleggia il pianeta Terra all'interno di una composizione che presenta forti sfumature escatologiche.
Il tema pittorico si ricollega a quello di Gesù Cristo come Alfa e Omega, principio iniziale e fine ultimo dell'intera Creazione, che regge l'universo come Sommo Re (Pantocratore) e come Giudice Supremo.
Con il nome di Santissimo Salvatore è il patrono dei comuni italiani di Castelluccio dei Sauri, Collepardo e Margherita di Savoia.

## Storia
Questa iconografia fu resa popolare nel XV secolo da pittori nordeuropei come Jan van Eyck, Hans Memling e Albrecht Dürer, oltre alle versioni attribuite a Tiziano, in particolare quella conservate all'Ermitage.
Nel 2011, fu di nuovo esposto al pubblico un dipinto intitolato Salvator Mundi, che era rimasto nella collezione privata di Sir Charles Robinson dal 1763 al 1900. All'epoca si riteneva che l'autore fosse di "scuola leonardesca", probabilmente di Bernardino Luini, e fu acquistata da Sir Francis Cook per la sua residenza Doughty House a Richmond, a sud-est di Londra.

Una fotografia del 1912 attesta l'aspetto alterato dell'opera, della quale in seguito furono ampiamente ridipinti il viso e i capelli.

Nel 2011, l'opera fu attribuita all'esecuzione o al ricondizionamento di Leonardo da Vinci e sei anni più tardi fu battuta all'asta per 450.3 milioni di dollari, il prezzo più alto in assoluto che sia mai stato pagato per un dipinto.

## Galleria d'immagini
Il Salvator Mundi è rappresentato come il motivo principale delle opere d'arte datate al XV secolo:

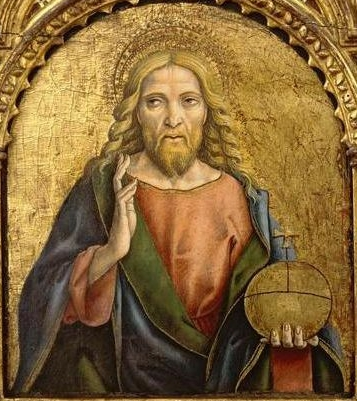
Carlo Crivelli, Cristo benedicente (c. 1472).
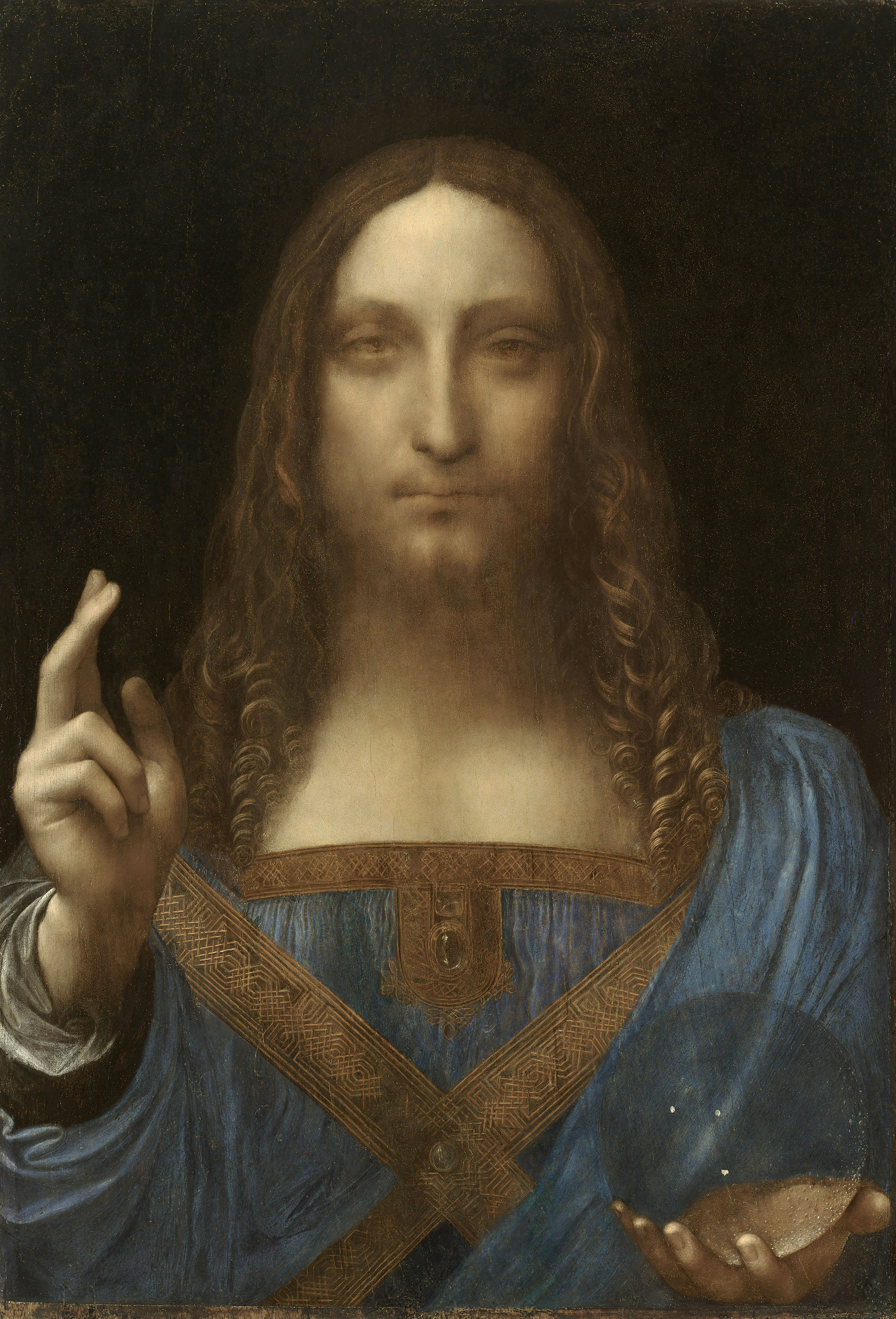
Leonardo da Vinci, Salvator Mundi (c. 1500).
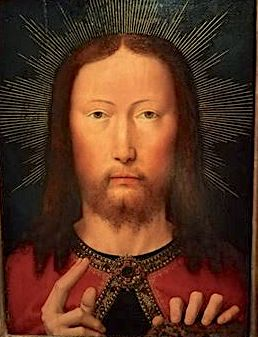
Gerard David, Salvator Mundi, c. 1500, Philadelphia Museum of Art.
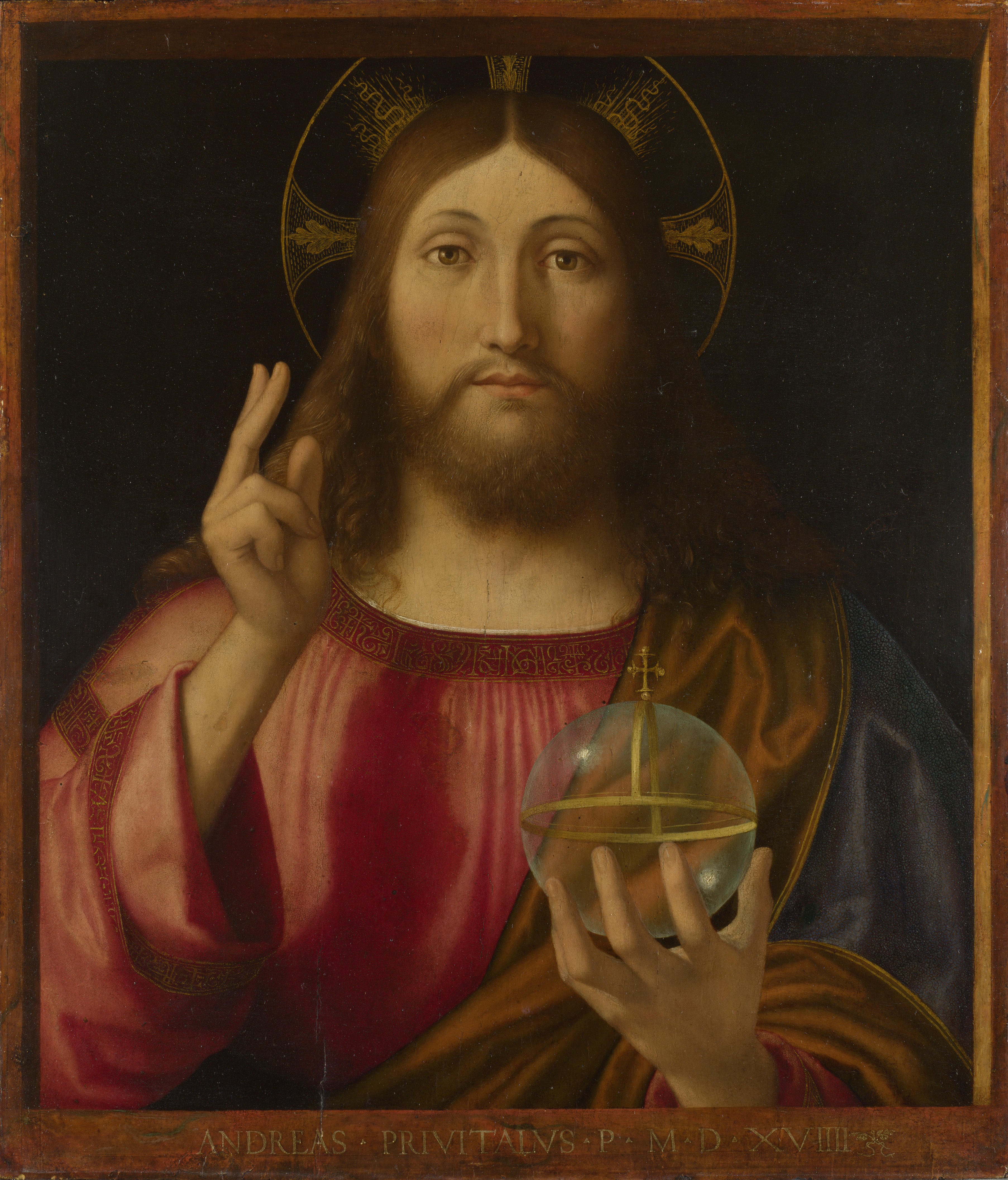
Andrea Previtali, Salvator Mundi (1519), National Gallery di Londra.
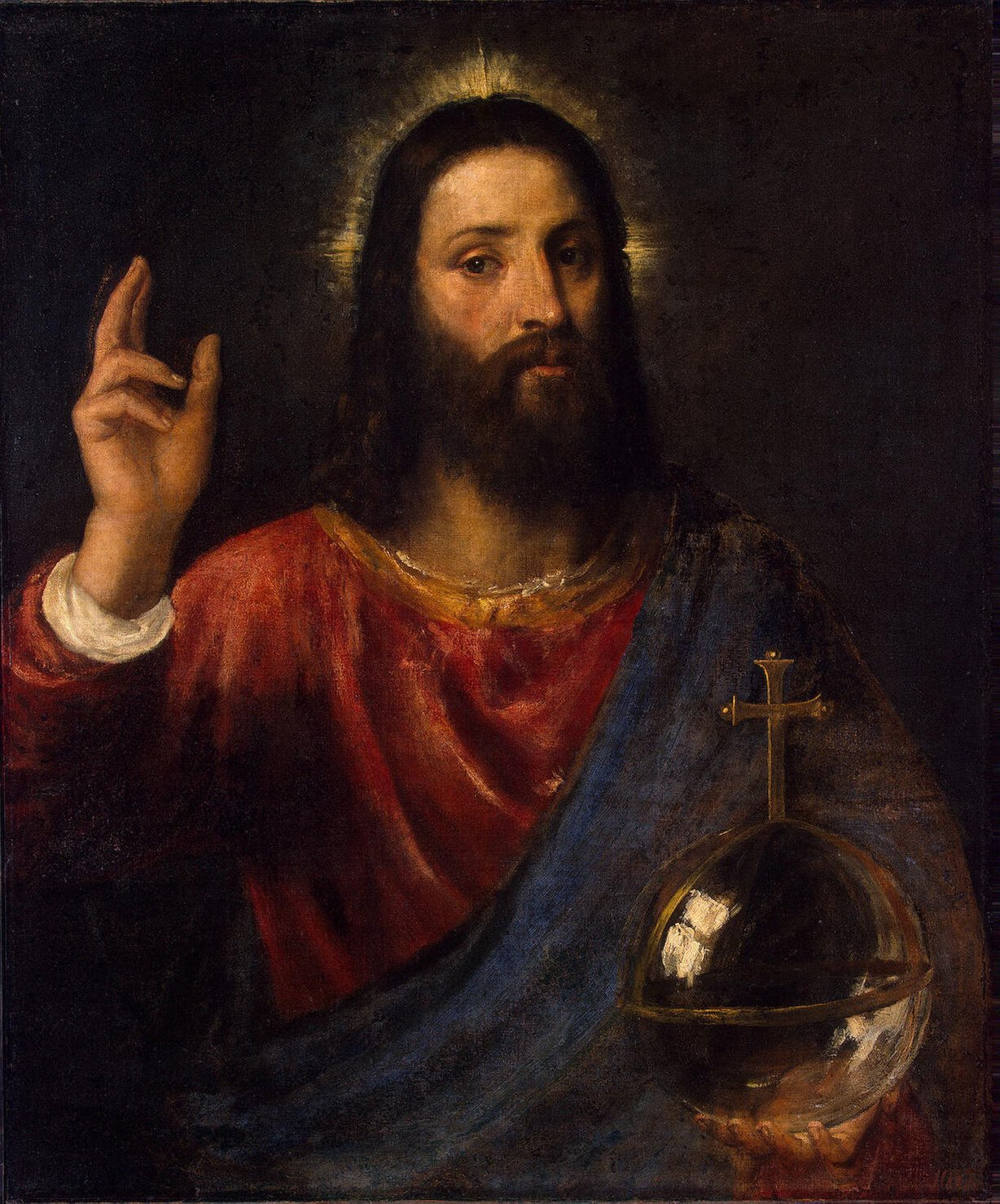
Tiziano, Salvator Mundi (1570), Museo dell'Ermitage.
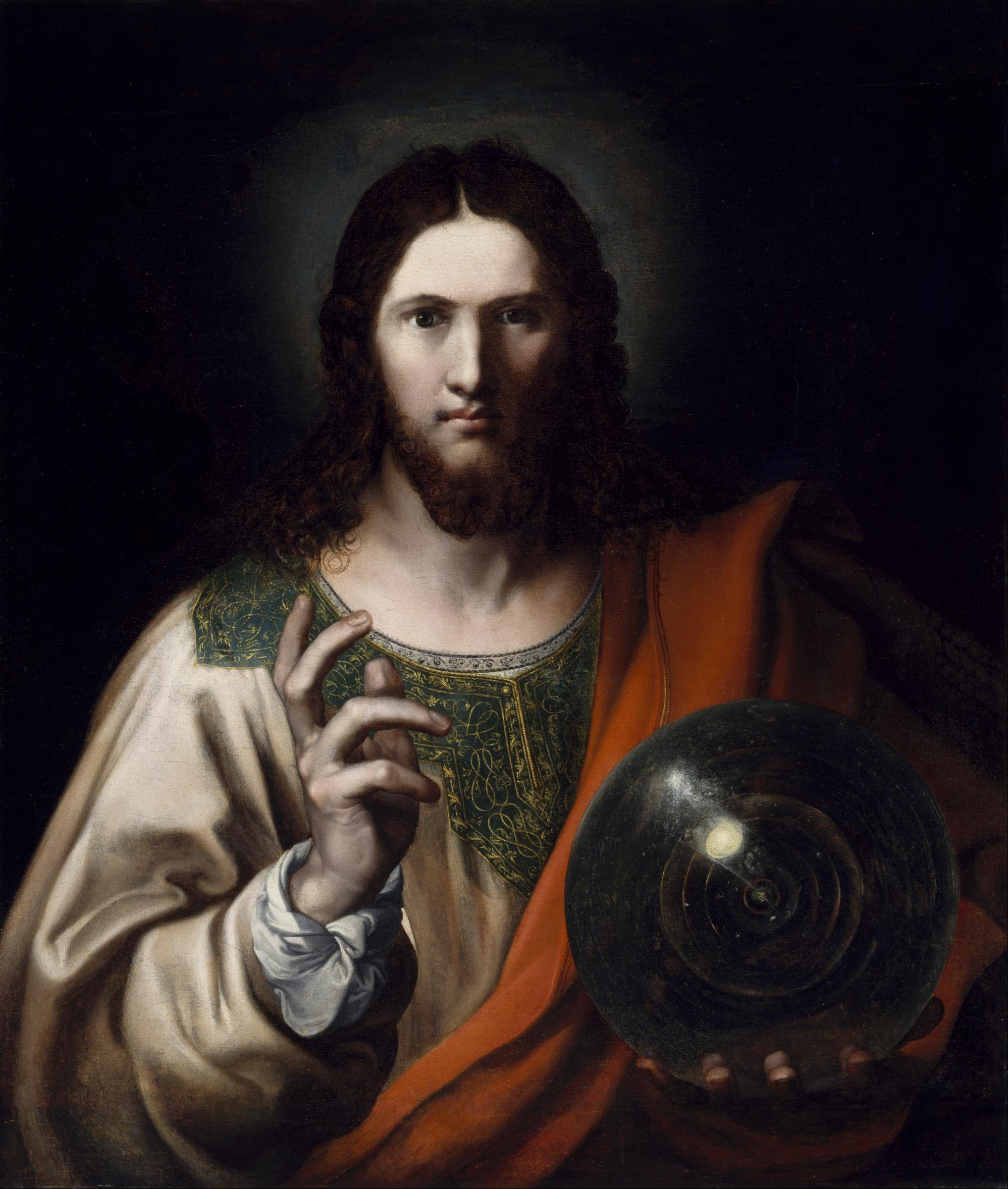
Autore anonimo, Salvator Mundi (terzo quarto del XVI secolo).
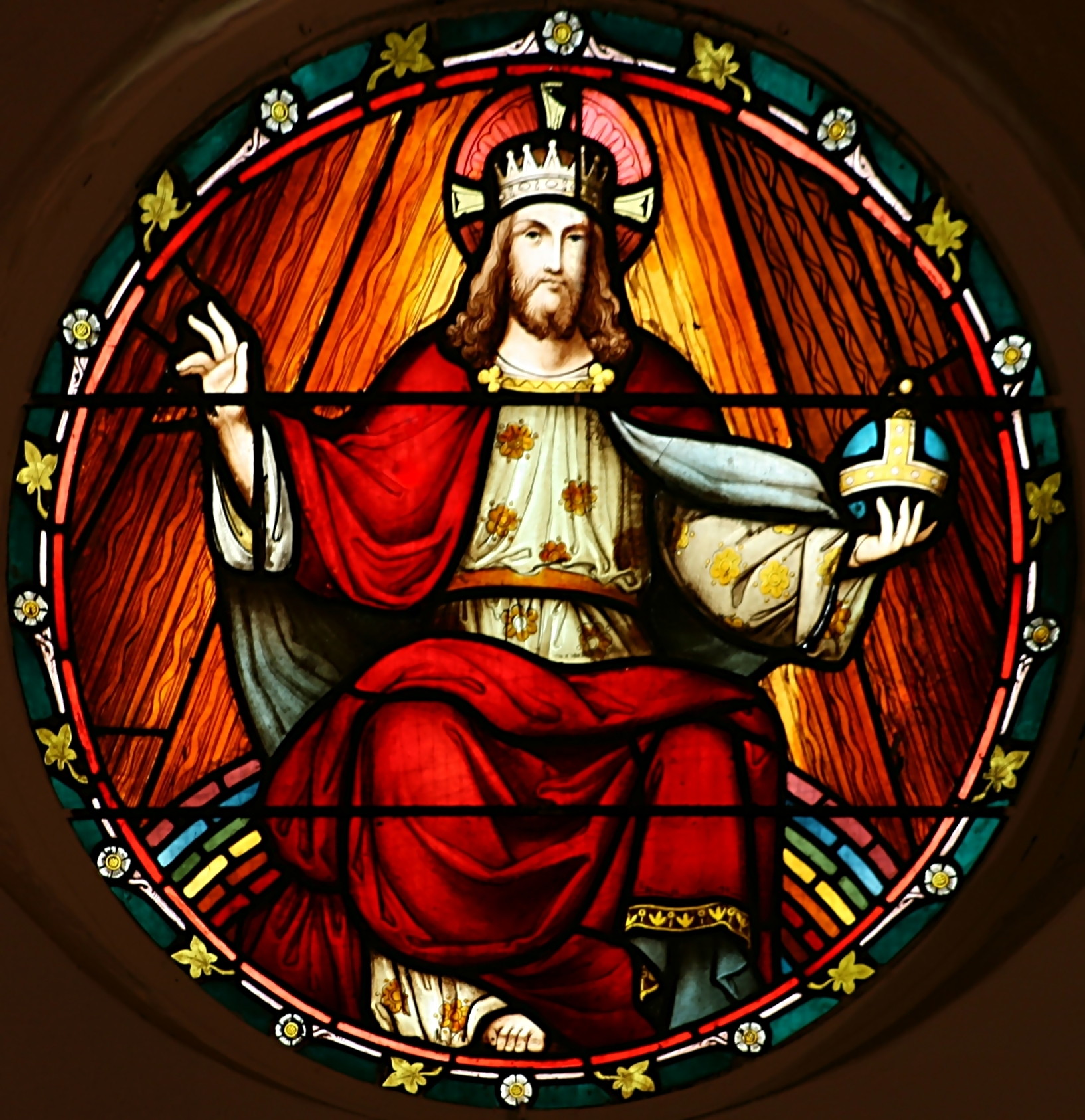
Pannello di vetro dipinto, nel transetto della chiesa anglicana di San Giovanni, ad Ashfield, nel Nuovo Galles del Sud.